# Johannes Marschang
Johannes Marschang (* 26. Februar 1884 in Essen; † 18. Dezember 1978 in Anrath) war ein deutscher Priester. Er war Gefängnisseelsorger in Anrath und Krefeld sowie Ehrenbürger der Stadt Willich.

## Leben
Marschang wurde als Sohn des Revisors Johannes Marschang aus Dernbach und dessen Ehefrau Maria Arens aus Olpe-Stachelau geboren. Nach dem 1905 in Borbeck abgelegten Abitur studierte er Theologie und empfing am 6. März 1909 in Köln die Priesterweihe. Ab dem 18. März 1909 war er als Kaplan in Erkelenz-Borschemich, ab dem 8. März 1912 in Baesweiler, St. Peter, und ab 15. November 1913 in Anrath, St. Johannes, tätig.
Am 7. September 1921 wurde er als Hilfsgeistlicher an die Anrather Strafanstalten versetzt, wo er den damaligen Seelsorger Peter Limberg unterstützen sollte. Bereits im Oktober des folgenden Jahres wurde er Anstaltspfarrer, dieses Amt sollte er bis 1949 innehaben.
Marschang erwarb sich vor allem große Verdienste während der NS-Zeit, als er sich intensiv um die politischen und religiösen Gefangenen kümmerte, nicht nur durch Zuspruch, sondern auch durch die verbotene Zuteilung von Lebensmitteln. Unter dem damaligen Leiter des Anrather Gefängnisses, Bodo Combrinck, war es gängige Praxis, die meist politischen Häftlinge durch systematisches Aushungern zu töten. Den Hungertod fand in Anrath auch der einzige von den Nationalsozialisten getötete österreichische Abt Bernhard Burgstaller. Marschang versuchte im Rahmen seiner Möglichkeiten hier Linderung zu schaffen, indem er mit Hilfe eines eingeweihten Gefängniswärters regelmäßig Nahrungsmittel wie belegte Brote in die Anstalt schmuggelte. Damit die Häftlinge diese auch gefahrlos essen konnten, wurden diese Besuche z. B. als Beichtgespräche getarnt, da bei diesen wegen der Wahrung des Beichtgeheimnisses keine Wärter anwesend waren. Natürlich geriet Marschang immer wieder in Konflikt mit Combrinck. Dieser versuchte, ihn 1941 mittels einer Versetzung ans Untersuchungsgefängnis Breslau loszuwerden. Durch ein ärztliches Attest konnte er in Anrath bleiben und erhielt zusätzlich die Seelsorge über das Landgerichtsgefängnis Krefeld übertragen. Wegen seiner Verdienste in dieser Zeit wurde er am 26. Oktober 1944 zum Päpstlichen Geheimkämmerer ernannt.
Johannes Marschang war neben seiner Tätigkeit im Gefängnis auch Seelsorger in der Pfarre St. Johannes Anrath. Über viele Jahre war er auch Seelsorger des Altenheims St. Josef in Anrath. Er war für lange Zeit dienstältester Priester des Bistums Aachen.
1973 wurde er von der Stadt Willich für sein Engagement für junge, alte und kranke Menschen in Anrath und als Pfarrer der Strafanstalt zu Zeiten des Dritten Reichs zum Ehrenbürger ernannt. 2002 beschloss der Haupt- und Finanzausschuss der Stadt Willich, eine Straße im Baugebiet Gietherhof nach Johannes Marschang zu benennen.